# 나니아

나니아의 국기

나니아의 국기

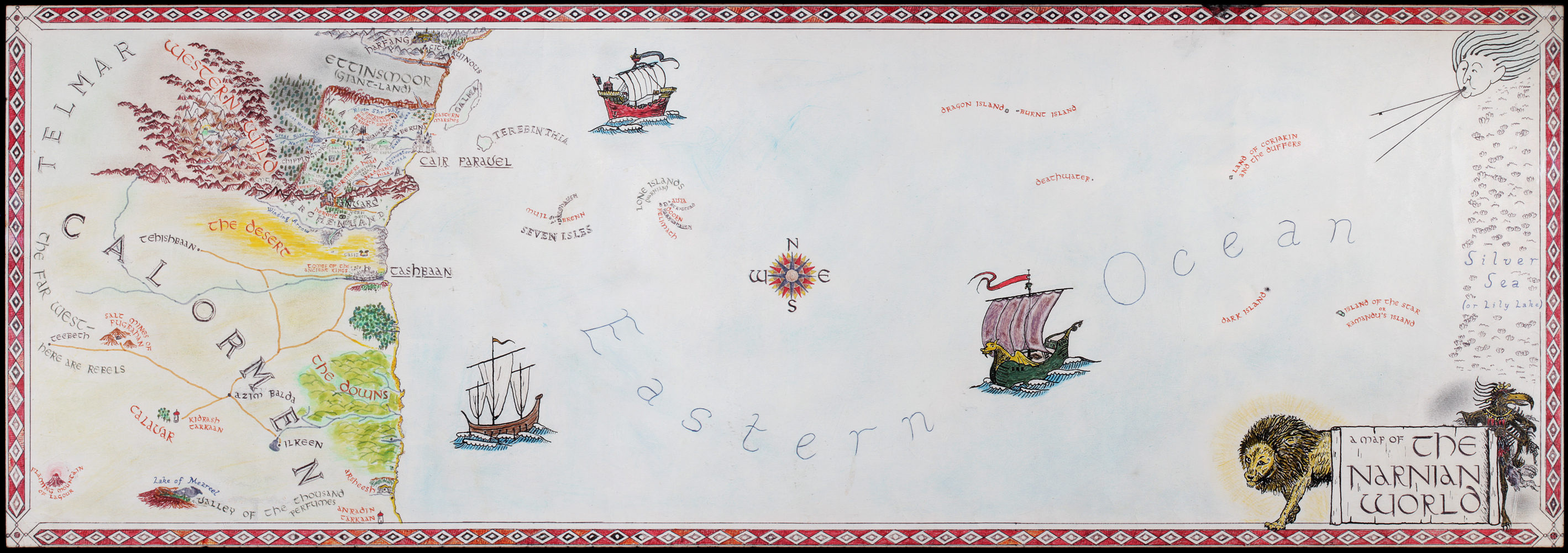
1976년 나니아 세계의 지도

나니아(Narnia)는 C. S. 루이스가 지은 7권으로 이루어진 판타지 시리즈 《나니아 연대기》의 세계관을 의미한다. 또한, 나니아 세계관에서 나니아 왕국을 의미하기도 한다. 나니아에서는 일부 동물들이 말을 할 수 있고, 신화적인 동물이 존재하며, 마법 세계이다.

## 거주자

### 지구에서 온 인간
- 피터, 수잔, 애드먼드, 루시

- 유스터스, 질

### 말하는 동물
- 아슬란 (사자)

### 마녀
하얀마녀이다. 마녀는 나니아를 크리스마스도 없는 겨울을 만든다. 하지만 마녀는 동물의 왕 사자(아슬란)에게 죽고만다.

## 같이 보기
- 폴린 베인스
- 나니아 연대기 (영화 시리즈)
- 가운데땅
- 네버랜드